# Stazione di Cona Ospedale
Stazione di Cona Ospedale vasútállomás Olaszországban, Ferrara megye területén.

## Vasútvonalak
Az állomást az alábbi vasútvonalak érintik:
- Ferrara–Codigoro-vasútvonal

## Kapcsolódó állomások
A vasútállomáshoz az alábbi állomások vannak a legközelebb:
- Stazione di Città del Ragazzo (Stazione di Ferrara, Ferrara–Codigoro-vasútvonal)
- Cona railway station (Stazione di Codigoro, Ferrara–Codigoro-vasútvonal)